# Philip Herbert Cowell
Philip Herbert Cowell, född 7 augusti 1870, död 6 juni 1949, var en brittisk astronom.
Cowell var utgivare av Nautical Almanac från 1910. Han blev Fellow of the Royal Society 1906 och tilldelades Lalandepriset 1910, Jules Janssens pris samma år samt Royal Astronomical Societys guldmedalj 1911.
Den 5 oktober 1909 upptäckte han asteroiden 4358 Lynn. Cowell har även undersökt planetmånarnas och kometernas banor, och var särskilt känd för sina undersökningar tillsammans med Andrew Claude de la Cherois Crommelin över Halleys komet och dess återkomst 1910.
Asteroiden 1898 Cowell är uppkallad efter honom.